# Балеарская жаба-повитуха
Балеарская жаба-повитуха (лат. Alytes muletensis) — редкий вид земноводных из семейства круглоязычных.

## Описание

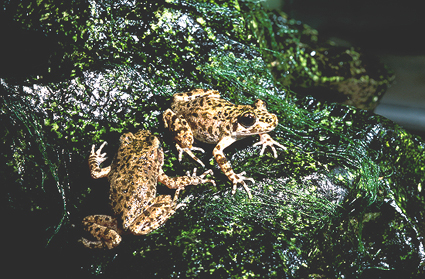

Общая длина тела составляет от 34,7 до 38 мм. Самки немного крупнее самцов. Голова относительно большая. Глаза большие и имеют вертикальные щелевидные зрачки. Барабанная перепонка довольно заметная. Туловище уплощено. Кожа гладкая. По бокам находятся большие бородавки. Конечности, пальцы лап относительно длинные. Есть три пяточных бугорка. Окраска очень изменчива: тёмно-зелёная, золотисто-зеленоватая или оливково-зелёная с чёрными точечками. Часто присутствует чёрный треугольник на голове позади глаз. Брюхо и нижняя часть конечностей — белые.

## Образ жизни
Балеарская жаба-повитуха живёт в суровом засушливом климате. Она населяет глубокие пещеры. Встречается на высоте до 850 м над уровнем моря. Благодаря своему строению без труда проникает сквозь узкие щели между камнями. Активна ночью. Питается мелкими насекомыми.

## Размножение
Размножение происходит в дождевых лужах. Самка откладывает 7—12 яиц диаметром 5,4—7 мм. Самец заботится об икре, как и другие представители этого рода. Личинки появляются в мае. Головастики достигают в длину 7,6 см. Метаморфоз происходит в июне.

## Распространение
Балеарской жабе-повитухе грозит вымирание, поскольку она обитает на небольшой территории в самой жаркой и сухой горной части острова Майорка (Серра-де-Трамунтана). Исследователи нашли окаменелые останки этой лягушки в других частях Европы — это значит, что древний ареал вида был гораздо шире, чем современный.